# 露西娅·莫霍利
露西娅·莫霍利（Lucia Moholy；娘家姓舒尔茨 (Schulz)；1894年1月18日—1989年5月17日），捷克攝影師、出版物编辑。她的照片记录了包豪斯的建筑和产品，并向二战后的观众介绍了包豪斯的思想。然而，莫霍利的工作很少受到认可，人们常常将其归功于她的丈夫莫霍利-纳吉·拉斯洛或同行瓦爾特·格羅佩斯。

## 早年生活
露西娅·舒尔茨在布拉格的一个“德语飞地”的一个非执业犹太家庭长大，她的父亲在那里从事律师工作，位于奥匈帝国的奥地利部分。她那个时期的日记包括1907年5月10日的一幅图画，画的是她父亲从旅行中带回给露西娅、她的兄弟弗朗茨、母亲和祖母的礼物。通过她青少年时期写的这些日记，可以得知她用英语与美国的笔友通信，阅读托马斯·曼和列夫·托尔斯泰的作品。随着1914年紧张局势升级以及导致世界大战的事件发生，当时可能在她父亲的律师事务所工作的二十岁的舒尔茨“为奥地利战争中的家庭”捐款。

## 教育
1912年获得德语和英语教师资格后，舒尔茨在布拉格大学学习哲学、语言学和艺术史。

## 早期事业
第一次世界大战初期，舒尔茨开始在德国威斯巴登工作，担任当地一家报纸的戏剧评论家。不久之后，舒尔茨搬到了莱比锡。在柏林，她曾在Hyperion、Kurt Wolff等出版社工作，担任编辑和文案编辑。
1919年，她以笔名“乌尔里希·史蒂芬”出版了激进的表现主义文学。

## 个人生活

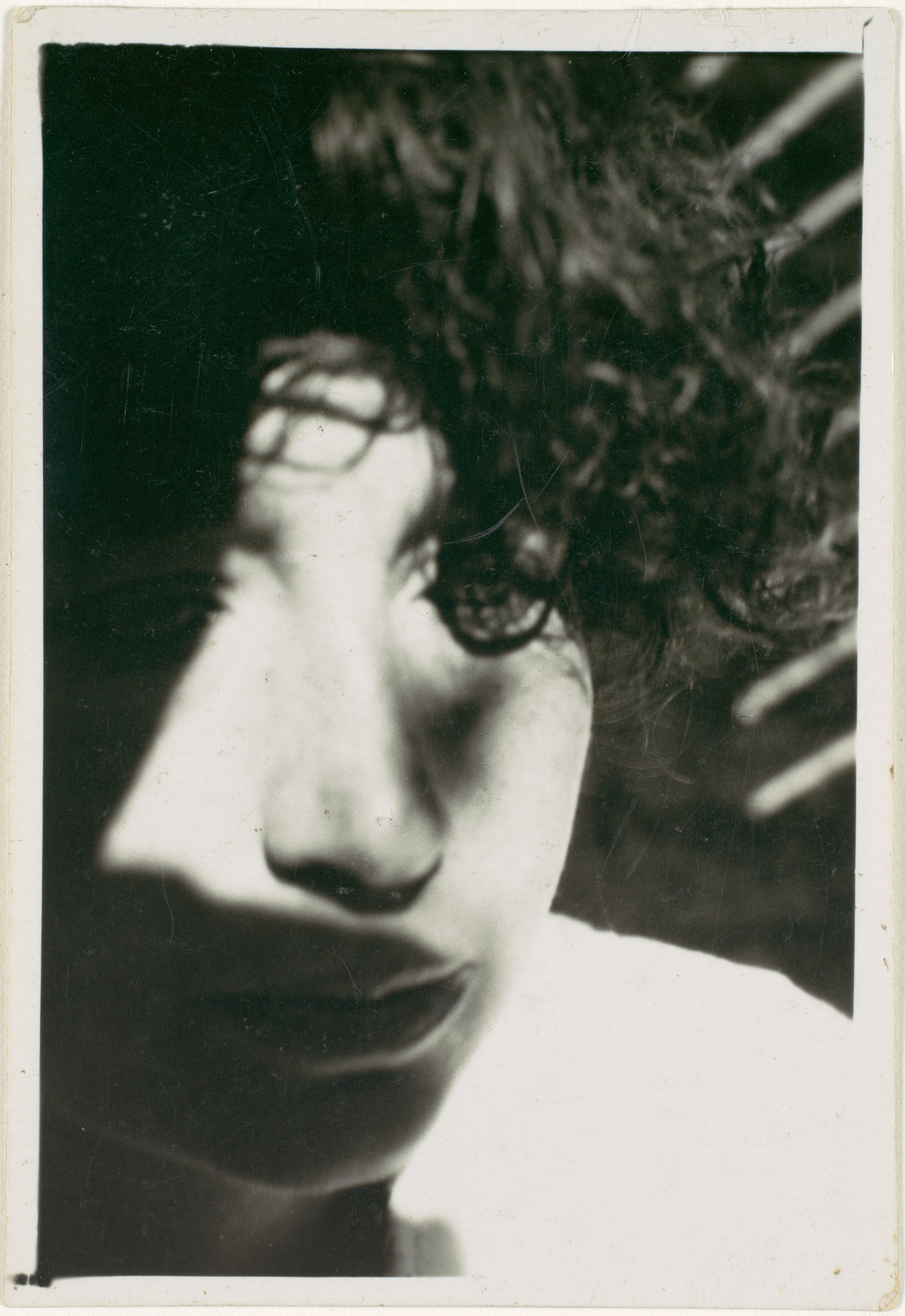
露西娅·莫霍利的照片，由其丈夫于1924年至1928年创作

1920年4月，舒尔茨在柏林会见了最近从匈牙利移民过来的莫霍利-纳吉·拉斯洛。他们于1921年1月21日结婚，即她27岁生日。1921年与莫霍利-纳吉结婚后，在出版社工作的露西娅为这对夫妇提供了唯一的经济来源。夫妻俩住在德国德绍包豪斯学校校园里的那些年里，莫霍利的日记描述了她对德绍的不满、疏远感和对这座城市的向往。她描述了二十人的团体如何短暂抵达、相聚然后离开。莫霍利-纳吉并不同情她的感受。他们于1929年分居，即离开德绍一年后。
1933年，纳粹党上台。露西娅与一名共产党议员约会，有一天她外出时，这名议员在她的公寓里被捕。她逃离了柏林，留下了她所有的财产，包括她包豪斯照片的笨重玻璃底片，这些东西最终落入了瓦爾特·格羅佩斯的手中。在德国生活了二十年后，她被迫逃往布拉格，与家人住在一起。随后她去了瑞士、奥地利、巴黎，最后定居伦敦。
第二次世界大战结束后，露西娅开始了移民美国的行动。申请文件包括一封来自她哥哥弗朗茨的信，哥哥事业成功，收入丰厚，并愿意资助她。莫霍利-纳吉向她提供了芝加哥的摄影教授职位。1940年，她申请“非配额教授签证”被拒绝，理由是“她缺乏教学经验”。

## 包豪斯时期（1923-1928）
1919年在德国魏玛创立包豪斯学校的瓦爾特·格羅佩斯于1923年聘请莫霍利·纳吉担任教师。1926年，这对夫妇搬进了包豪斯位于德国德绍新校区的一栋名为“大师之家”的教职员工宿舍。
在这五年中，露西娅记录了魏玛和德绍包豪斯建筑的内部和外部及其设施，以及学生和教师。她的美学是新即物主义运动的一部分，该运动侧重于从直接的角度进行记录。露西娅的包豪斯照片帮助构建了学校的身份并塑造了学校的形象。她在莱比锡视觉艺术学院学习期间成为一名熟练的摄影师。在包豪斯，她还在奥托·埃克纳的摄影工作室当学徒。
露西娅和莫霍利-纳吉在暗室中尝试了不同的过程，例如制作照相术。
1925年，《绘画、摄影、电影》一书仅以莫霍利-纳吉的名义出版，尽管她对所有实验都做出了贡献。这种缺乏认可的情况在许多出版物中都很明显。
1938年，当露西娅住在伦敦时，瓦尔特·格罗皮乌斯在现代艺术博物馆的展览和随附的目录中使用了大约50张露西娅在包豪斯时期的照片（来自他仍然拥有的她的底片），但没有提到她有什么功劳。
露西娅的工作很难得到认可。她的照片被广泛用于营销和包豪斯学校的销售目录以及她编辑的包豪斯出版的书籍中。20世纪30年代末，她对包豪斯的兴趣开始渐长，她看到了许多印有她丢失的照片的包豪斯目录。格罗皮乌斯一直在使用她的照片，但没有注明出处。她多次向格罗皮乌斯求助，要求收回她的照片版权，但格罗皮乌斯不断抗议。露西娅聘请了一名律师来帮助她。
瓦尔特·格罗皮乌斯和露西娅之间的一些相关信件显示在“99%隐形”网站上。莫霍利表示，“这些底片是不可替代的文件，现在比以往任何时候都非常有用”，格罗皮乌斯回答道，“……很多年前在柏林，你把所有这些底片给了我。你会想象这些照片对我来说非常有用，并且我一直在使用它们；所以我希望你不要剥夺我的权利。”露西娅回应道：“你肯定不希望我为了起草一份规定返回日期和条件的正式合同而推迟离开吧？没有任何正式协议比我们的友谊更重要。这是我一直依赖的友谊，现在我也在援引这种友谊。”
直到1957年，露西娅才真正拥有了她的原始底片，但即便如此，她也只能找回其中的一部分，即她拍摄的560张包豪斯时代底片中的230张，而根据露西娅自己的卡片目录，还有330张底片仍下落不明。她1972年出版的《莫霍利-纳吉笔记》试图为她未经许可印刷的作品重新赢得赞誉。她去世后，收集的底片被捐赠给柏林包豪斯档案馆。

## 伦敦（1933-1959）和瑞士（1959-1989）
在伦敦，莫霍利专注于商业摄影和教学。她还出版了一本书，《摄影一百年，1839-1939》，用英文写成。莫霍利在伦敦科学博物馆图书馆为专业图书馆和信息局协会(ASLIB)开展了一项缩微胶卷业务，她缩小了图书馆存储的照片文件的规模。莫霍利的照片保存在考陶德艺术学院的康威图书馆，该图书馆的档案（主要是建筑图像）正在更广泛的考陶德连接项目下进行数字化。
1946年至1957年，第二次世界大战刚结束，她就前往近东和中东参加联合国教科文组织的项目，在那里她对照片材料进行了摄影复制处理并执导纪录片。
1959年，她搬到瑞士措利孔，在那里她写下了自己在包豪斯的时光，并专注于艺术批评。